# كير غرانت
كير غرانت (بالإنجليزية: Kerr Grant)‏ هو فيزيائي أسترالي، ولد في 26 يونيو 1878 في Bacchus Marsh ‏ في أستراليا، وتوفي في 13 أكتوبر 1967 في أديلايد في أستراليا بسبب ذات الرئة.